# Kościół Matki Bożej Częstochowskiej w Augustowie
Kościół Matki Bożej Częstochowskiej w Augustowie – kościół położony w Augustowie przy ul. Kardynała Stefana Wyszyńskiego 2A.

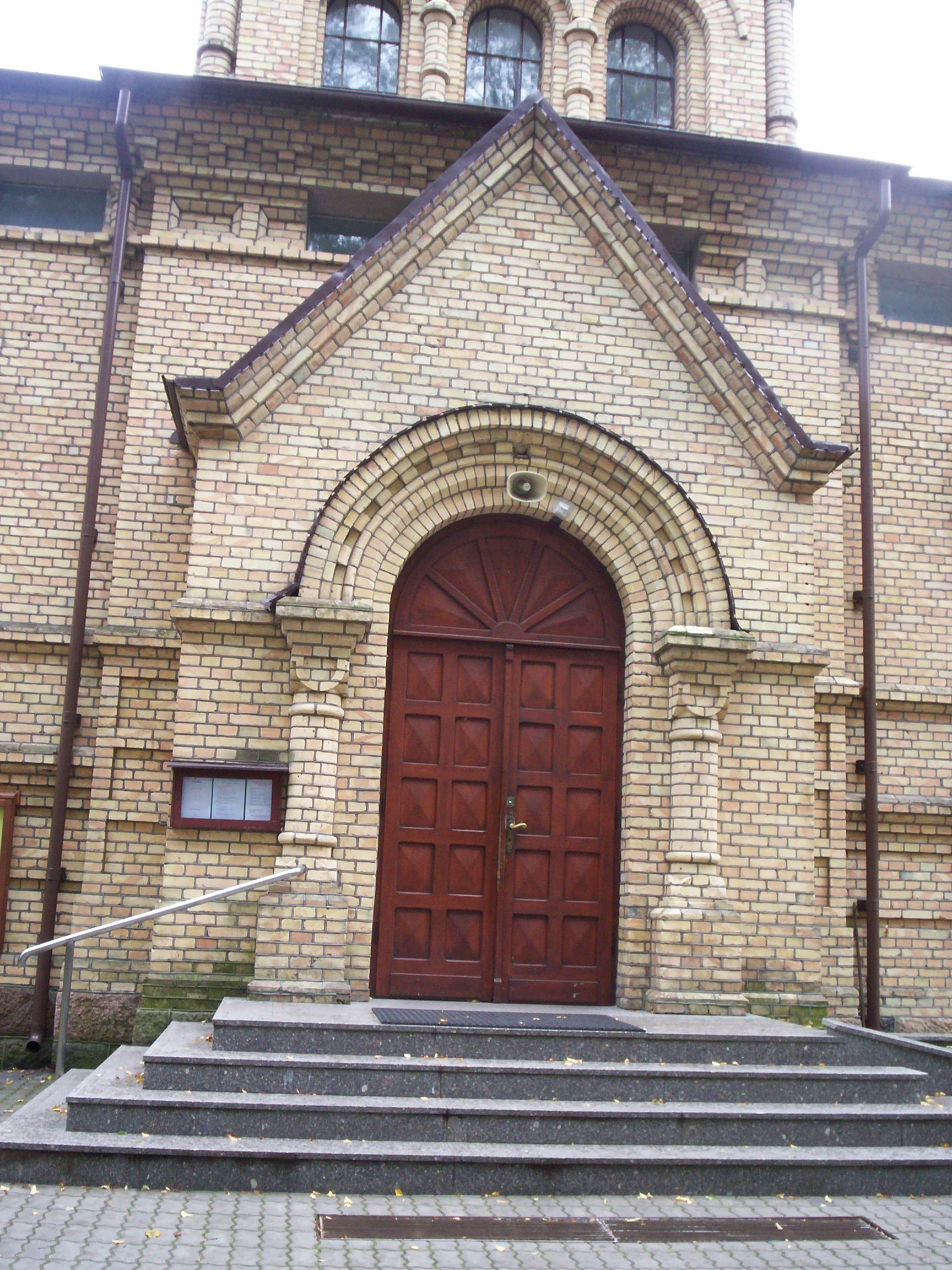
Portal główny

Budowę świątyni, położonej na terenie powstających koszar rosyjskich, rozpoczęto ok. 1896 r. i zakończono w grudniu 1909. Została wybudowana jako typowa cerkiew wojskowa w stylu rzymsko-bizantyjskim. W czasie I wojny światowej cerkiew uległa dewastacji (w 1915 r. odgrywała rolę magazynu broni zdobytej przez Niemców po pokonaniu wojsk rosyjskich w Puszczy Augustowskiej). W 1927 r. budynek wyremontowano i do 1939 r. służył jako katolicki kościół garnizonowy 1 Pułku Ułanów Krechowieckich. W roku 1957 przekazany został społeczności katolickiej, zaś w 1980 stał się kościołem parafialnym nowo powstałej parafii Matki Bożej Częstochowskiej w Augustowie. W latach 80. XX w. dobudowano betonową wieżę.